# Mizse
Mizse (13. század második fele – 1295 után) Magyarország nádora, Tolna és Bodrog vármegye ispánja a 13. század végén.

## Élete
IV. László rövid idővel halála előtt nevezte ki nádorrá a csak nemrégiben keresztény hitre
tért, eredetileg muszlim vallású Mizsét. László 1290. július 10-én történt megöletéséért testvérével, Lizsével a király gyilkosain, a kun Arbocon, Törtelen és Kemencén kegyetlen bosszút állt; rájuk tört és családostul lemészároltatta őket.
László halála után Mizse egy ideig III. András király párthíve, egy 1291. július 10-i okiratban Tolna és Bodrog ispánjaként szerepel, ezután nem fordul elő az ország méltóságai sorában.
1291 augusztusában Helblingi Szigfried krónikája szerint részt vett III. András királynak Ausztria ellen vezetett hadjáratában. 1295-ben az Anjouk pártjára állt és bevette a király anyjának, Morosini Tomasinának szekcsői várát; Miklós nádor és László comes azonban csakhamar szétszórta hadait. Ezután nem szerepel többé a forrásokban.
A Mizse név sok kérdést vet fel. A 19. század történész hagyomány alapján róla nevezték el a kun Mizse-széket, így napjainkban Lajosmizse település az ő emlékét őrzi. A 14. század elején felbukkan egy Mizse Heves-megyében is (Alattyán és Jásztelek között,a Zagyva holt ága mellett), templomos hely, pápai tizedet fizet.  A század során a Mizsei nevek is ott jelennek meg az oklevelekben. Ugyanakkor felbukkan a Mizse név Tolna-Baranya-Bodrog-megyében, ők Mizse nádor direkt leszármazottai.  Később egy Mizser családrólis olvashatunk. A kun származású Mizser János még Szeged bírája is a 15. században. A dél-alföldi Mizse/Mizsér név már utlhat egyfajta kapocsra a kiskunsági Mizsezsékkel. Mizser János egy ideig Beneszállás tulajdonosa is volt.